# 高山涼深
高山 涼深（たかやま すずみ、1996年10月17日 - ）は、日本のプロボクサー。東京都練馬区出身。ワタナベボクシングジム所属。第45代日本スーパーフライ級王者。

## 人物
伯父は元日本・東洋太平洋王者渡辺雄二。
所属するワタナベジムのすぐ裏にある店舗を、指導を受ける小口トレーナーから居抜きで譲り受け、2023年8月に双子の弟と共にラーメン屋の中華蕎麦 無冠をオープンした。試合前以外は高山も極力店に立ち切り盛りしている。

## 来歴
ボクシングは中学3年生から始めた。駿台学園高校卒業後、法政大学に入学。
2019年2月26日、プロデビュー戦はKO勝利。
2019年10月19日、神戸市立中央体育館で大橋哲朗と日本スーパーフライ級ユース王座決定戦を行い、8回35秒KO勝ちを収めて日本ユース王座獲得に成功。
2021年3月27日付けで、日本スーパーフライ級ユース王座を返上。
2021年7月21日、後楽園ホールで富岡浩介と対戦し、初回1分47秒TKO勝ちを収めた。
2021年10月30日、後楽園ホールで日本バンタム級10位の千葉開と対戦し、8回3-0（76-75、77-74、77-73）で判定勝ちを収めた。
2023年6月13日、後楽園ホールで日本スーパーフライ級1位の川浦龍生と日本同級王座決定戦を行い、4回1分5秒TKO勝ちを収め王座を獲得した。
2023年9月22日、後楽園ホールで日本スーパーフライ級1位で元WBOアジアパシフィック同級王者の村地翼と日本同級タイトルマッチを行い、8回2分44秒TKO勝ちを収め初防衛に成功した。
2023年12月14日、後楽園ホールで日本スーパーフライ級14位の中村祐斗と日本同級タイトルマッチを行う予定だったが、高山が左第3中手骨を骨折したため中止となった。
2024年4月25日、後楽園ホールで日本スーパーフライ級1位で指名挑戦者の古谷昭男と日本同級タイトルマッチを行い、3回1分31秒TKO勝ちを収め2度目の防衛に成功した。
2024年7月18日、後楽園ホールで日本スーパーフライ級13位の青山功と日本スーパーフライ級タイトルマッチを行う予定だったが、高山が急性胃腸炎を発症したため中止となった。
2024年11月12日、後楽園ホールで日本スーパーフライ級12位の青山功と日本スーパーフライ級タイトルマッチを行い、2回3分6秒KO勝ちを収め3度目の防衛に成功した。
2025年3月23日、高山が罹患で一時休養するため同年3月19日付で日本スーパーフライ級王座を返上したことが発表された。王座返上により同年4月22日に後楽園ホールで日本同級1位ならびに指名挑戦者の山口仁也と行う予定だった防衛戦は山口対吉田京太郎による日本同級王座決定戦に変更された。

## 戦績
- アマチュアボクシング：51戦 35勝 (10KO) 16敗
- プロボクシング：9戦 9勝 (8KO) 無敗

| 戦           | 日付           | 勝敗 | 時間    | 内容    | 対戦相手               | 国籍 | 備考                                 |
| ------------ | -------------- | ---- | ------- | ------- | ---------------------- | ---- | ------------------------------------ |
| 1            | 2019年2月26日  | ☆    | 3R 1:38 | KO      | ニラン・バオノック     | タイ | プロデビュー戦                       |
| 2            | 2019年6月25日  | ☆    | 1R 2:06 | TKO     | 張寅洙                 | 韓国 |                                      |
| 3            | 2019年10月19日 | ☆    | 8R 0:35 | KO      | 大橋哲朗（真正）       | 日本 | 日本ユーススーパーフライ級王座決定戦 |
| 4            | 2021年7月21日  | ☆    | 1R 1:47 | TKO     | 富岡浩介（REBOOT.IBA） | 日本 |                                      |
| 5            | 2021年10月30日 | ☆    | 8R      | 判定3-0 | 千葉開（横浜光）       | 日本 |                                      |
| 6            | 2023年6月13日  | ☆    | 4R 1:05 | TKO     | 川浦龍生（三迫）       | 日本 | 日本スーパーフライ級王座決定戦       |
| 7            | 2023年9月22日  | ☆    | 8R 2:44 | TKO     | 村地翼（駿河男児）     | 日本 | 日本王座防衛1                        |
| 8            | 2024年4月25日  | ☆    | 3R 1:31 | TKO     | 古谷昭男（六島）       | 日本 | 日本王座防衛2                        |
| 9            | 2024年11月12日 | ☆    | 2R 3:06 | KO      | 青山功(セレス)         | 日本 | 日本王座防衛3                        |
| テンプレート |                |      |         |         |                        |      |                                      |

## 獲得タイトル
- 第3代日本スーパーフライ級ユース王座（防衛0=返上）
- 第45代日本スーパーフライ級王座（防衛3=返上）